# Asplekania
Asplekania (Lecania fuscella) är en lavart som först beskrevs av Ludwig Emanuel Schaerer, och fick sitt nu gällande namn av Abramo Bartolommeo Massalongo. Asplekania ingår i släktet Lecania, och familjen Ramalinaceae. Enligt den finländska rödlistan är arten starkt hotad i Finland. Enligt den svenska rödlistan är arten starkt hotad i Sverige. Arten förekommer på Gotland. Arten har tidigare förekommit i Götaland, Svealand och Nedre Norrland men är numera lokalt utdöd. Artens livsmiljö är skogar.